# Juan María Zorriketa
Juan María Zorriketa Aspiazu (Bilbao, 11 giugno 1940) è un ex calciatore spagnolo.

## Carriera
Cresciuto nella cantera dell'Athletic Bilbao, esordisce con la prima squadra l'8 febbraio 1959 nella partita Atlético Madrid-Athletic (0-1). Milita quindi per dieci stagioni con i rojiblancos (intervallate da due campionati in prestito all'Indautxu ed al Barakaldo), con cui disputa 150 incontri (116 di campionato) e vince una Coppa del Re.
Nel 1970 passa al Sestao con cui conclude la carriera l'anno successivo.

## Palmarès

### Club

#### Competizioni nazionali
- Coppa di Spagna: 1

Athletic Club: 1969